# Неда Глушчевић
Неда Глушчевић Јовановић (25. децембар 1948) је бивша српска и југословенска рукометашица. Са репрезентацијом Југославијом освојила је сребрну медаљу на Светском првенству 1971. године у Холандији. Добитник је националног признања Републике Србије.